# A Blaze in the Northern Sky
A Blaze in the Northern Sky este cel de-al doilea album de studio al formației Darkthrone. Genul albumului este predominant black metal, dar unele elemente death metal încă persistă. Albumul este dedicat lui Euronymous.
Dag Nilsen a părăsit formația după înregistrarea albumului. Cel care apare pe copertă e Zephyrous.
Revista Terrorizer a clasat A Blaze in the Northern Sky pe locul 3 în clasamentul "Cele mai bune 40 de albume black metal". Aceeași revistă a inclus albumul în lista "Cele mai importante 100 de albume ale anilor '90". Site-ul IGN a inclus albumul în lista "Cele mai bune 10 albume black metal".
Albumul a fost relansat în 2003, incluzând ca bonus a doua parte a unui interviu în care Fenriz și Nocturno Culto se chestionează reciproc.

## Lista pieselor
1. "Kathaarian Life Code" - 10:39
2. "In The Shadow Of The Horns" - 07:02
3. "Paragon Belial" - 05:25
4. "Where Cold Winds Blow" - 07:26
5. "A Blaze In The Northern Sky" - 04:58
6. "The Pagan Winter" - 06:35

## Personal
- Fenriz - baterie
- Nocturno Culto - vocal, chitară
- Zephyrous - a doua chitară
- Dag Nilsen - chitară bas (sesiune)